# 15938 Bohnenblust
15938 Bohnenblust è un asteroide della fascia principale. Scoperto nel 1997, presenta un'orbita caratterizzata da un semiasse maggiore pari a 2,4516831 UA e da un'eccentricità di 0,2122636, inclinata di 11,92260° rispetto all'eclittica.